# 屏山楊侯古廟
22°26′47.21″N 114°00′27.72″E / 22.4464472°N 114.0077000°E

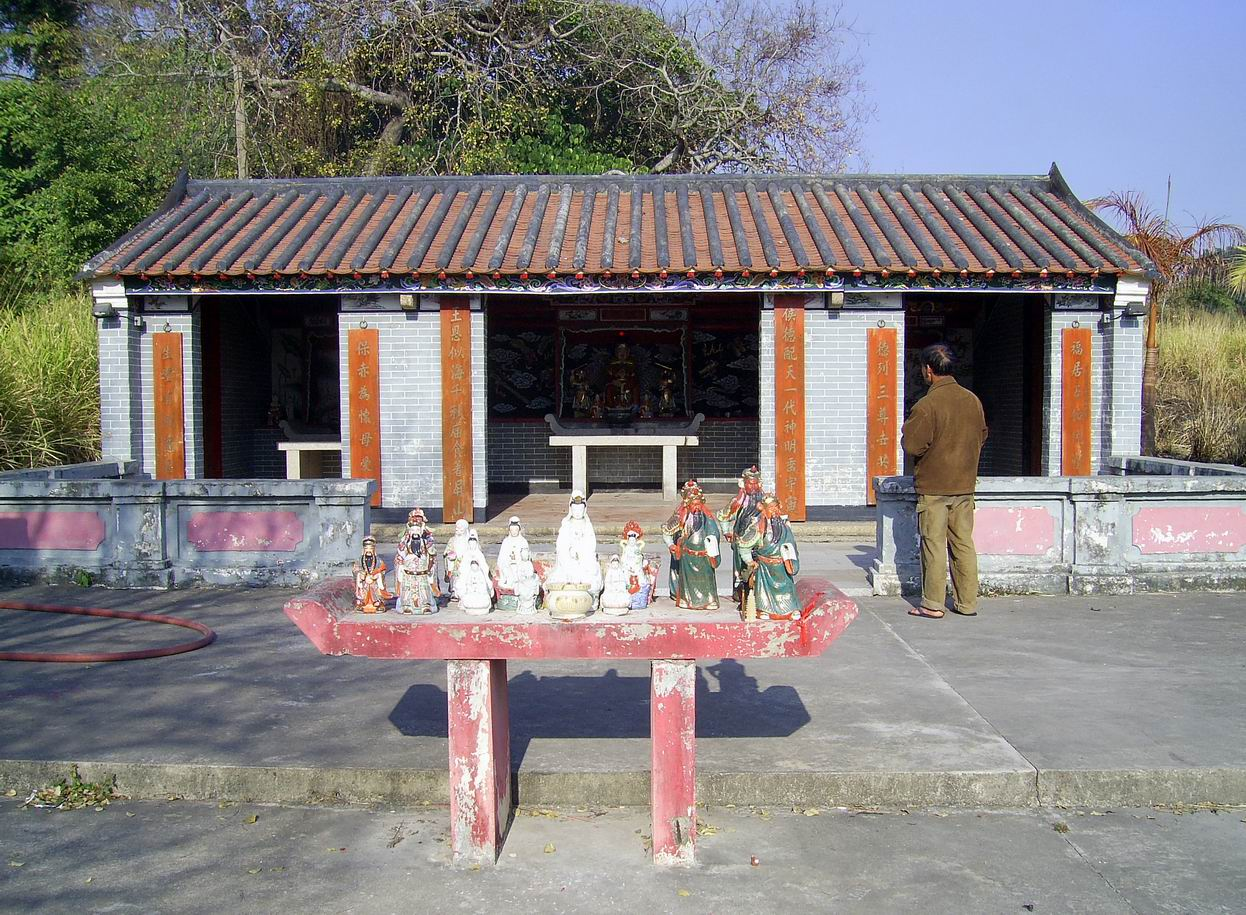
楊侯古廟

屏山楊侯古廟，座落於香港元朗屏山坑頭村西北角，為屏山文物徑的古蹟之一，亦是元朗區六間供奉侯王廟之一。楊侯古廟的修建日期已無從稽考，但村中父老相傳此廟已有數百年歷史。據廟內匾額顯示，1963年及1991年時廟宇曾大事重修。
有關侯王來歷的說法頗多，村民認為侯王即宋末忠臣楊亮節，他因保護宋帝而捐軀，深受後人景仰而加以供奉。
楊侯古廟座東北向西南，結構簡單，只有一進三開間，正廳供奉侯王、左廳供奉土地公和右廳金花娘娘。
由於香火鼎盛，楊侯古廟在過去先後多次發生火災。

## 廟聯
- 鳳闕承恩輔翼二王巡粵嶠，龍城證道扶持眾庶鎮屏山。
- 廟宇重新千載聲靈昭赫濯，神光普照一方安靖賴帡幪。
- 屏嶺頂達觀古道長存神明共仰，山村承德化王恩浩大廟貌重新。
- 國戚蓋忠千古英靈依宗帝，楊門保障萬家香火拜侯王。
- 香火氤氳共答神恩新宇廟，威靈顯赫還將正氣護江山。

## 相片

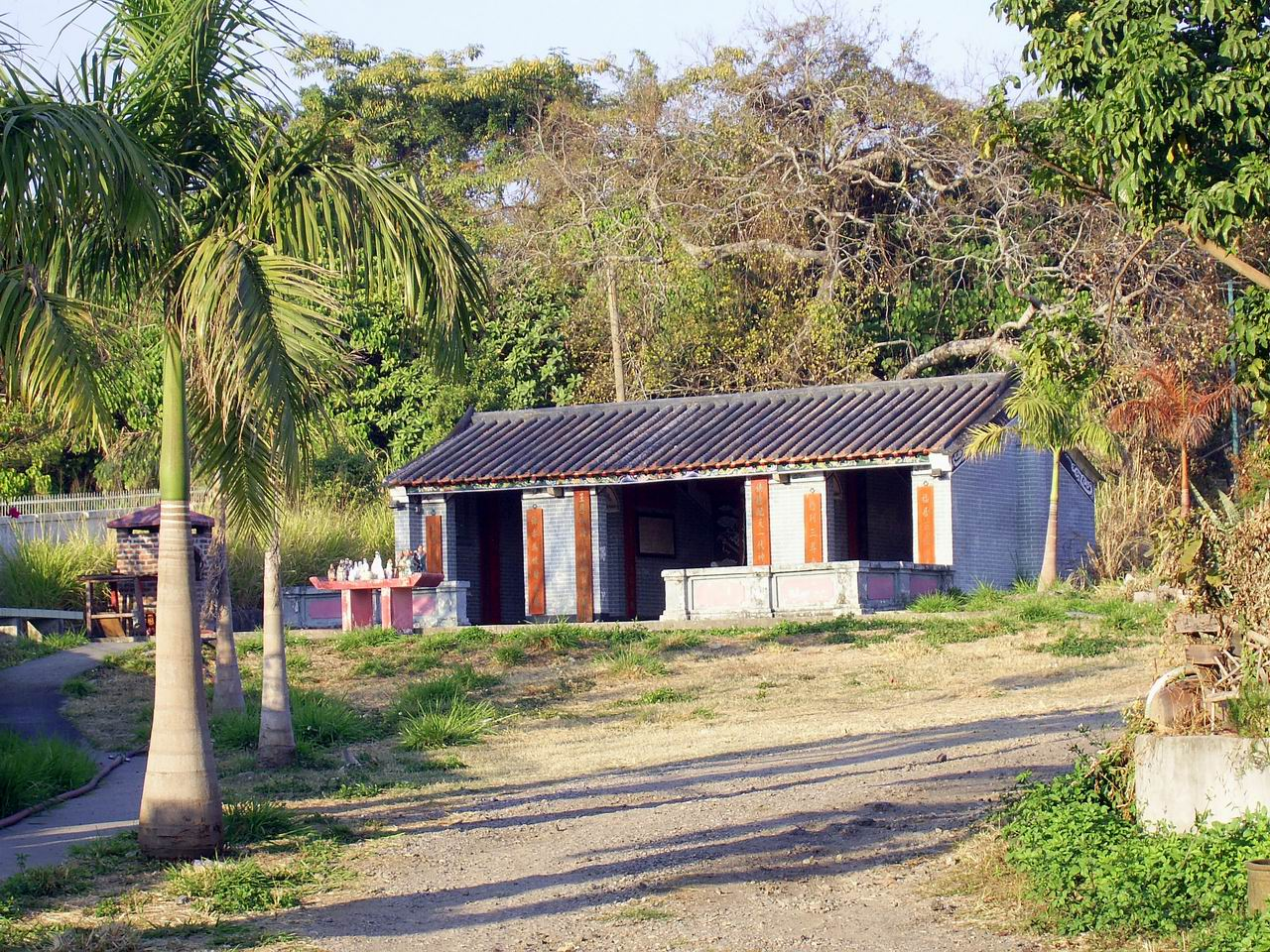
楊侯古廟外貌
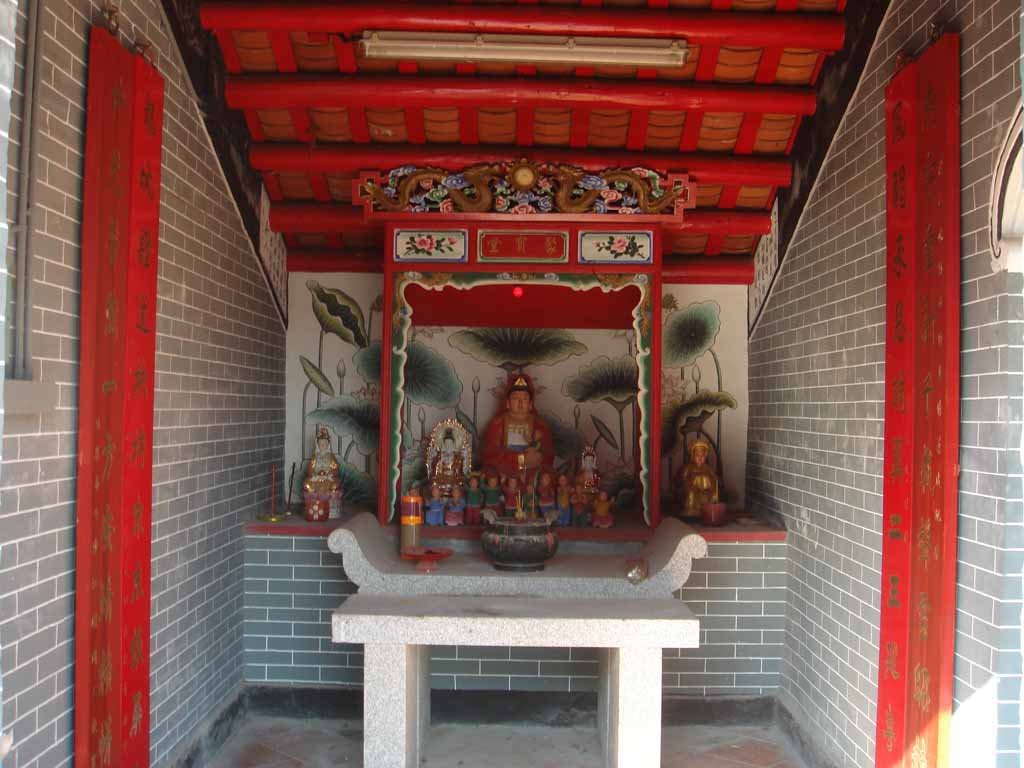
右廳供奉金花娘娘
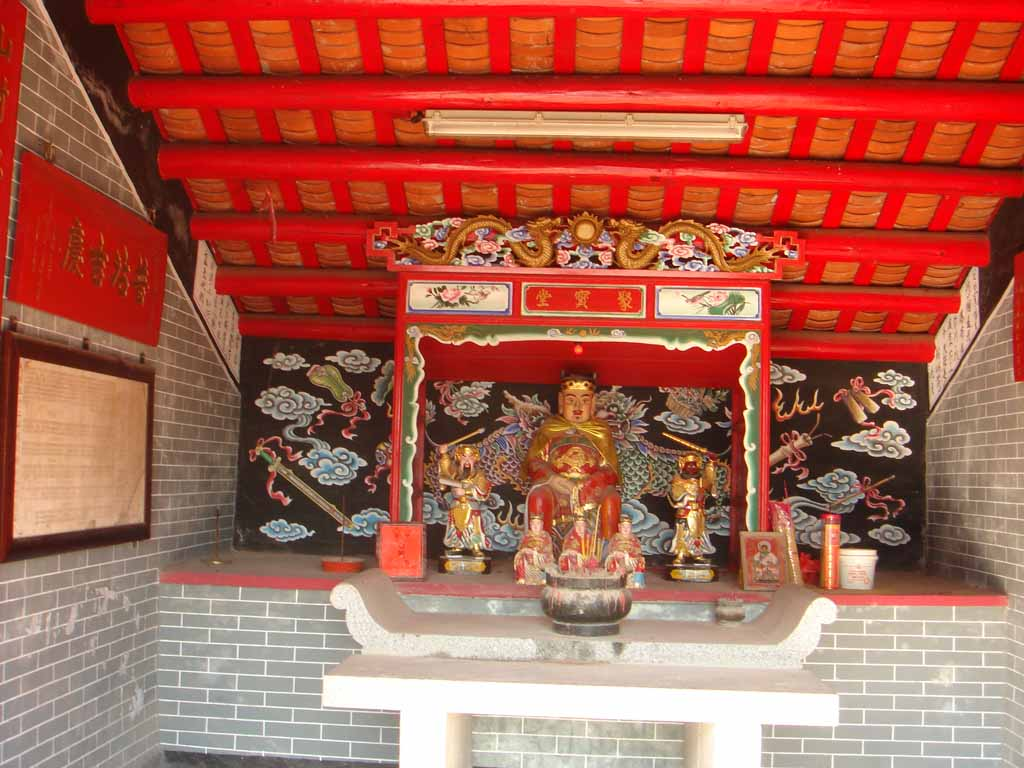
正廳供奉侯王
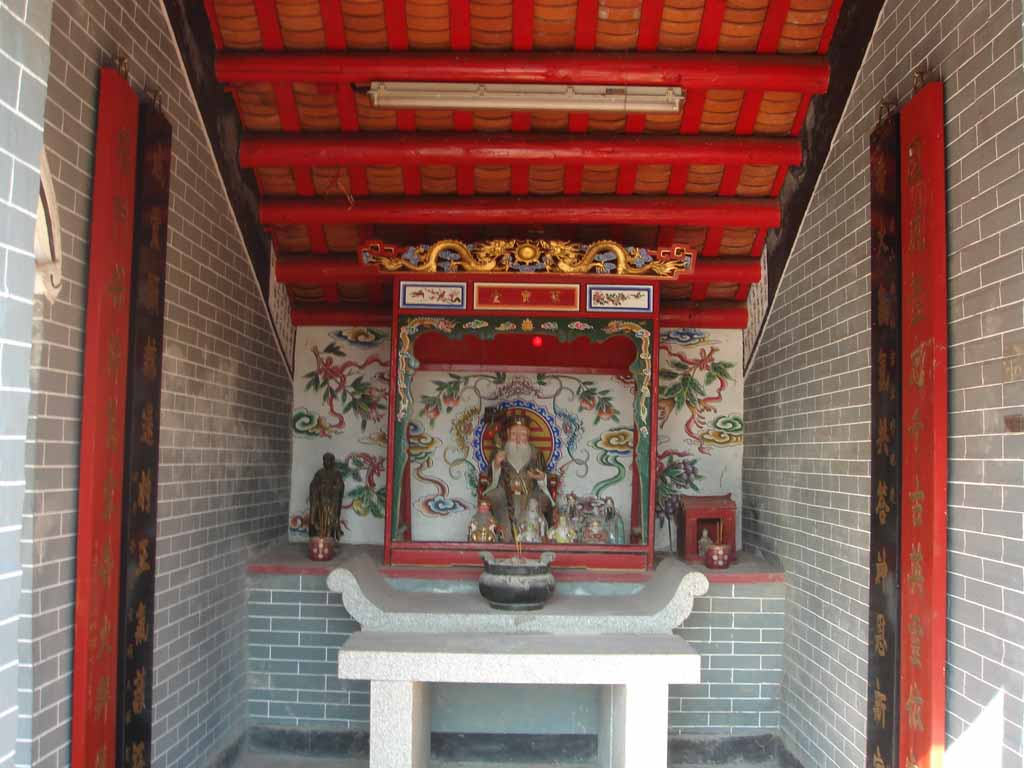
左廳供奉土地公
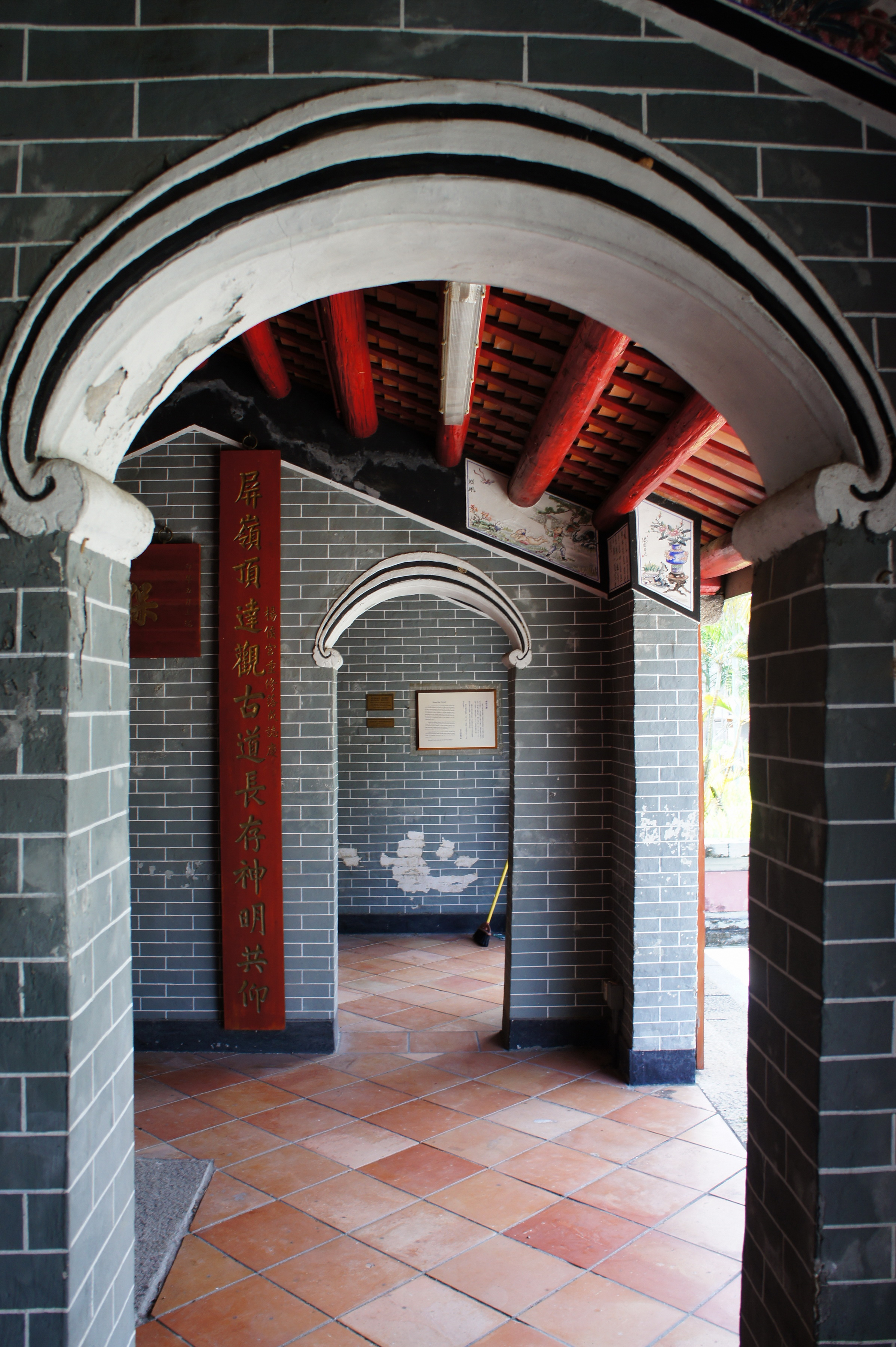
從左廳看楊侯古廟一進三開間的佈局

## 外部連結
- 古物古蹟辦事處 — 楊侯古廟 （页面存档备份，存于）
- 屏山文物徑 — 楊侯古廟
- 始祖亮節公世系溯源辨正
- 《中國帝王皇后親王公主世系錄》宋　第四篇　皇后篇